# Hyophila nymaniana
Hyophila nymaniana là một loài Rêu trong họ Pottiaceae. Loài này được (M. Fleisch.) M. Menzel mô tả khoa học đầu tiên năm 1992.